# Reap the Wild Wind
Reap the Wild Wind is een Amerikaanse film uit 1942 onder regie van Cecil B. DeMille. De film werd drie keer genomineerd voor een Oscar en won er daarvan twee.

## Verhaal
Georgia, 19e eeuw. Een groep duikers moet zien te overleven op de achterblijfselen van scheepswrakken. Terwijl twee van de duikers vechten om de aandacht van een aantrekkelijke vrouw, worden ze geterroriseerd door een dief.

## Rolverdeling
| Acteur           | Personage                    |
| ---------------- | ---------------------------- |
| Ray Milland      | Mr. Stephen 'Steve' Tolliver |
| John Wayne       | Kapitein Jack Stuart         |
| Paulette Goddard | Loxi Claiborne               |
| Raymond Massey   | King Cutler                  |
| Robert Preston   | Dan Cutler                   |
| Susan Hayward    | Drusilla Alston              |
| Charles Bickford | Bully Brown                  |
| Hedda Hopper     | Henrietta Beresford          |